# Nihonogomphus brevipennis
Nihonogomphus brevipennis är en trollsländeart som först beskrevs av James George Needham 1930.  Nihonogomphus brevipennis ingår i släktet Nihonogomphus och familjen flodtrollsländor. Inga underarter finns listade i Catalogue of Life.